# Iyasu II.

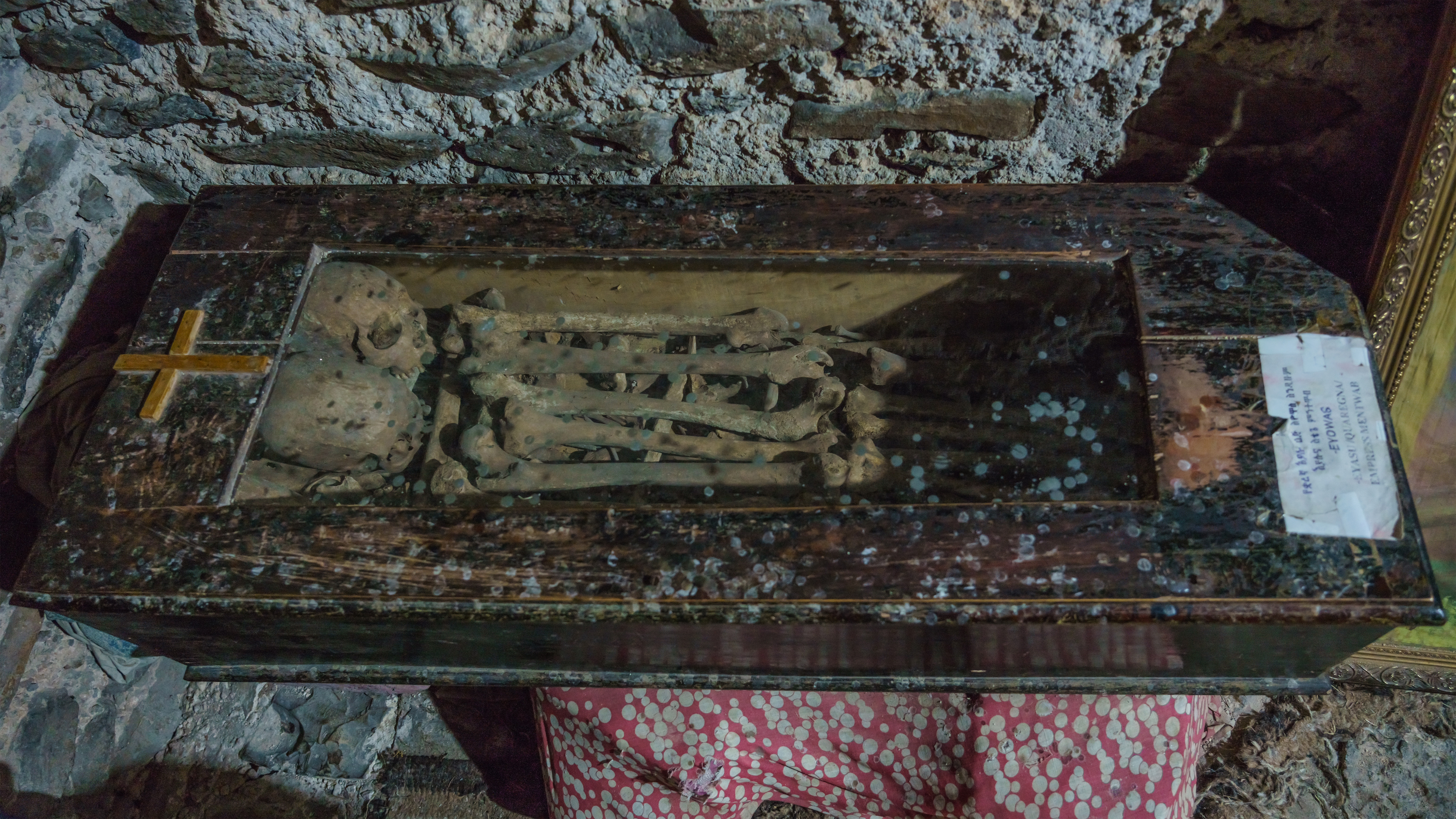
Die in Kuskwam (Gonder) aufbewahrten Gebeine von Mentewab, Iyasu II. und Joas I.

Iyasu II. (äthiop. ኢያሱ, auch Jesus II., Thronname Alem Sagad ዓለም ሰገድ, „vor dem sich die Welt verneigt“) (* 16. Juni 1723; † 26. Juni 1755) war vom 19. September 1730 bis zum 26. Juni 1755 Negus Negest (Kaiser) von Äthiopien. Er entstammte dem Gonder-Zweig der Salomoniden-Dynastie und war der Sohn von Kaiser Asma Giyorgis und Kaiserin Mentewab, die auch unter ihrem Taufnamen (Wolette oder) Welete Giyorgis bekannt ist.

## Leben
Die Kaiserin Mentewab (auch Mentuab geschrieben) spielte eine wesentliche Rolle in Iyasus Herrschaft. Anstatt sich nach dem Amtsantritt ihres minderjährigen Sohns, dessen Regentschaft sie ab 1730 in Gonder übernommen hatte, mit dem Titel des Regenten zu begnügen, ließ sie sich selbst als gleichwertiger Herrscher krönen. Sie war damit die erste Frau, die auf diese Weise in Äthiopien gekrönt wurde. Kaiserin Mentewab übte erhebliche Macht im Reich aus, beginnend mit der Regierungszeit ihres Sohns, bis hinein in die ihres Enkels.
Unter Iyasus Herrschaft besuchte ein tschechischer Franziskaner namens Remedius Prutky das Königreich und verwickelte Iyasu in Gespräche über Religion und europäische Politik. Dank ihrer medizinischen Kenntnisse waren Prutky und seine katholischen Begleiter gern gesehene Gäste. Nach einem Jahr mussten sie dennoch das Land nach Beschwerden des örtlichen Klerus verlassen.
Iyasu stellte sich trotz der Ratschläge Mentewabs als untauglicher Monarch heraus. Paul Henze zufolge, wurde Iyasu dafür kritisiert zu viel Zeit Vergnügungen zu widmen (er liebte die Jagd) und zu viel Kapital auf die Ausgestaltung der Hauptstadt zu verwenden, indem er ausländische Handwerker beschäftigte und Luxusgüter, Schmuck und Spiegel aus Europa importierte. Prutky seinerseits sah die Ursache für die beschränkten Einnahmen Iyasus in den Handlungen dessen Mutter: „Da der junge Kaiser Jasu, bei seiner Thronbesteigung gerade einmal acht Jahre alt war, hatte seine Mutter, die Königin die Provinzen unter den obersten Ministern derart aufgeteilt, dass zu Zeiten meines Aufenthalts der mittlerweile über 30 Jahre alte Kaiser eine geschrumpfte Schatzkammer vorfand und kaum genug für gewöhnliche Ausgaben hatte.“ Prutky fügt hinzu, dass der Kaiser während seines Aufenthalts in Äthiopien mit seiner eigenen Schwester um die Einnahmen aus Gojam stritt.
Um sich etwas Respekt zu verschaffen, begann der Kaiser Iyasu einen Feldzug gegen das Königreich Sannar, der 1738 mit einer Niederlage in der Schlacht am Dindar-Fluss endete. Eine Christus-Ikone und ein Teil vom Heiligen Kreuz, die in die Schlacht getragen wurden, fielen in die Hände des Gegners und mussten für 8.000 Unzen Gold freigekauft werden.
Zu Zeiten Iyasus wurde das Land zweimal von Heuschreckenplagen heimgesucht, und tausende Menschen starben an einer Epidemie. Als der Abuna Krestodoulas III. starb, fehlte in der Staatskasse das Geld für die Vermittlung eines neuen Abuna. Edward Ullendorff zufolge erstreckte sich sein Machtbereich nur wenig über Begemder und Gojam hinaus. Schoa und Lasta zeigten sich lediglich loyal, während in Tigray die lange Herrschaft des mächtigen Ras Michael Sehul begonnen hatte.
Iyasu II. verübelte seiner Mutter deren romantische Beziehung mit einem jungen Mitglied der kaiserlichen Familie. Diese ließ sich mit Iyasu, dem Sohn ihrer früheren Schwägerin Romanework ein, die wiederum die Schwester des Kaisers Bakaffa war und auf väterlicher Seite in männlicher Linie von einer anderen Kadettenlinie der Solomonischen-Dynastie abstammte. Die Beziehung Mentewabs mit dem weitaus jüngeren Neffen ihres verstorbenen Ehemannes wurde als großer Skandal betrachtet. Der junge Prinz wurde verächtlich als „Melmal Iyasu“ oder „Iyasu der Ausgehaltene“ bezeichnet. Drei Töchter gingen aus dieser Beziehung hervor, wovon eine, die schöne Woizero Aster Iyasu, 1769, Ras Michael Sehul zu ihrem dritten Ehemann nahm. Iyasu II. hing sehr an seinen Halbschwestern, war gegenüber ihrem Vater jedoch sehr nachtragend. Angeblich war es der Kaiser selbst, der die Ermordung des Liebhabers seiner Mutter beauftragte. Der Prinz wurde 1742 von einem Felsen in der Nähe des Tanasees gestoßen.
Im Mai 1755 erkrankte der Kaiser ernsthaft und starb im darauf folgenden Monat. Generell nahm man an, dass die Schwester von Melmal Iyasu Rache für den Tod ihres Bruders genommen habe und Iyasu II. vergiftet habe. Als die Kaiserin Mentewab Gelder für die Beerdigung aus der Staatskasse verwenden wollte, konnten nur einige wenige Dinare aufgetrieben werden. Durch diese Umstände betrübt, drohte sie damit, sich in ihr Schlosskonvent nach Qusquam zurückzuziehen. Eine Gruppe Adliger überzeugte sie jedoch, als Regent für ihren Enkel Joas I. zu agieren.